# Проблем у заливу Поленса и друге приче
Проблем у заливу Поленса и друге приче је збирка кратких прича Агате Кристи објављена у Уједињеном Краљевству тек у новембру 1991. године од стране издавачке куће "HarperCollins". Није објављена у САД, али све приче које садржи претходно су објављене у америчким издањима. Збирка је имала цену од 13,99 фунти. Садржи две приче са Херкулом Поароом, две са Паркером Пајном, две са Харлијем Квином и две готичке.

## Радња

### Проблем у заливу Поленса
Једна мајка није склона вереници сво сина. Проблем решава (ненасилно) истражитељ Паркер Пајн.

### Други гонг
Господин Хјуберт Литкам Роше позвао је Поароа на вечеру како би га замолио за помоћ. Међутим, Роше бива пронађен мртав у својој радној соби, а све указује на самоубиство, али Поаро је убеђен да се ради о убиству. Прича је касније проширена у причу Огледало мртваца.

### Жути ирис
Поаро је анонимно позван телефоном да дође у ресторан са омиљеним цветом једне жене која је умрла под сумњивих околностима пре четири године. Ова прича проширена је у роман Искричави цијанид у ком је пуковник Рејс заменио Поароа.

### Сервис за чај "Арлекин"
Чувени Харли Квин помаже једном човеку да спасе драге људе од похлепне руке убиства.

### Загонетка регате
Када је током свечаности регате у луци у Дартмауту господину Ајзаку Појнцу нестао дијамант Јутарња звезда, његов пријатељ Еван Луелин обраћа се Паркеру Пајну за помоћ како би га пронашао. Када се прича први пут појавила, главни лик био је Поаро, а не Паркер Пајн. Агата Кристи је касније изменила причу и Поароа заменила Паркером Пајном пре него што је прича објављена у саставу збирке прича.

### Детективи у служби љубави
Неуредни љубавни троугао завршио се убиством. Да ли су удовица и њен љубавник заиста криви? Господин Сатервејт се поново удружује са тајанственим господином Харлијем Квином како би открио зашто је сер Џејмс Двајт убијен.

### Пас на првом месту
Удовица Џојс Ламберт је сиромашна и без посла. Толико јој је драг њен мали полуслепи остарели теријер Тери - поклон њеног покојног мужа - да ће учинити све да га задржи.

### Цветање магнолије
Теодора Дарел бежи са својим љубавником и пословним сарадником сvог мужа Винсентом Истоном када је сазналa да се њен муж Ричард суочиo са финансијском пропашћу. Старе odaности се поново појављују, а она се враћа кући да види да ли може да поправи стaње.

## Америчка издања
- Приче Проблем у заливу Поленса, Жути ирис и Загонетка регате издате су у САД у оквиру збирке Загонетка регате 1939. године.
- Прича Други гонг издата је у САД оквиру збирке Сведок оптужбе и друге приче 1948. године.
- Прича Сервис за чај "Арлекин" издата је у САД у оквиру истоимене збирке 14. априла 1997. године.
- Прича Детективи у служби љубави издата је у САД у оквиру збирке Три слепа миша и друге приче 1950. године.
- Приче Пас на првом месту и Цветање магнолије издате су у САД у оквиру збирке Златна лопта и друге приче 1971. године.

## Екранизације
Жути ирис
Прича Жути ирис екранизована је као 3. епизода 5. сезоне серије Поаро. Екранизација је верна изворној причи, али има извесних измена.
- Капетан Хејстингс, госпођица Лемон и нови лик генерал Переира додати су у екранизацији.
- Поаро је боравио у Буенос Аиресу када је Ајрис Расел убијена, али није стигао да истражи смрт до краја јер је био враћен у Енглеску после војног пуча тамо. Поаро је у Буенос Аиресу био на кратко јер је путовао код Хејстингса на ранч.
- За пуч је посредно био одговоран и сам Бартон Расел који је потплатио генерала Переиру.

Цветање магнолије
Прича Цветање магнолије екранизована је као 6. епизода серије Час Агате Кристи.